# 魏釗 (足球運動員)
魏釗（Wei Zhao，1983年8月29日—），生於中國天津，香港職業足球員，司職守門員。

## 球會生涯
魏釗出身於廣州松日青年隊，廣州松日解散後，青年隊改組為廣州日之泉億達隊參加中國乙級聯賽。2003年，魏釗加盟中甲球隊廣州日之泉，並跟隨廣州日之泉青年隊以日之泉的名義參加香港甲組足球聯賽。魏釗被認為是當時廣州足球身體條件最好的守門員。2004年3月21日，魏釗第一次代表廣州日之泉出戰中甲聯賽，並力保大門不失，助球隊3–0擊敗浙江綠城，這也是魏釗唯一一次中甲比賽。 2005年，魏釗來港發展，先後效力過南華、流浪。2007年，魏釗加盟康宏晨曦。2009年4月4日，在旺角球場上演的聯賽盃決賽康宏晨曦對天水圍飛馬，魏釗於互射12碼時撲出兩球，協助康宏晨曦奪得冠軍，亦是他個人於香港首項錦標，他的下一個目標是入選香港隊。2010年7月9日，魏釗加盟香港甲組聯賽球會屯門。2011年夏天，魏釗轉投香港甲組聯賽球會標準流浪。2012年夏天，魏釗轉投屯門。

## 國際賽生涯
2011年，魏釗獲香港隊徵召，應付2月9日作客馬來西亞的友賽，未獲安排上陣。2011年6月3日，香港足球代表隊隊在國際足球友誼賽主場對馬來西亞國家隊，魏釗獲香港隊主教練曾偉忠安排正選上陣，他第一次代表香港隊上陣表現出色，協助香港以1–1賽和馬來西亞。

## 軼事
魏釗效力標準流浪時期，曾在主場對公民的聯賽直播賽事中爆粗，當時球隊正防守對方的右路罰球，魏在指揮人牆期間，疑因不滿隊友艾馬的表現，向他大喊「艾馬，屌你老母」。而由於該場賽事在nowTV直播，其聲線已被收入，當時的評述員蔡育瑜等人亦為之驚訝，並指出人牆確出現嚴重問題。片段曾在網絡上廣泛流傳，不少網民和球迷反而稱讚魏釗專業，不像部份國援表現消極。

## 外部連結
- 香港足球總會網頁資料 （页面存档备份，存于）